# Elecciones al Parlamento Europeo de 2024 (Chipre)
Las elecciones al Parlamento Europeo de 2024 en Chipre se celebraron el 9 de junio de 2024. Esta fue la quinta elección parlamentaria desde la adhesión de Chipre a la UE en 2004.
La Agrupación Democrática de centroderecha (DISY) salió victoriosa de nuevo con el 24,8% de los votos, asegurando 2 escaños. El partido comunista AKEL siguió con el 21,5% y 1 escaño.
El candidato independiente Fidias Panayiotou, un conocido Youtuber y TikToker, terminó tercero con el 19,4 % de los votos, ganando un escaño en el Parlamento Europeo. Panayiotou no tenía el apoyo de ningún partido, lo que lo convierte en el primer eurodiputado independiente elegido en la historia de Chipre.

## Resultados
| Lista | Lista                                             | Grupo       | Votos   | %     | Escaños |
| ----- | ------------------------------------------------- | ----------- | ------- | ----- | ------- |
|       | Agrupación Democrática (DISY)                     | PPE         | 91.316  | 24,78 | 2       |
|       | Partido Progresista del Pueblo Obrero (AKEL)      | GUE/NGL     | 79.163  | 21,49 | 1       |
|       | Fidias Panayiotou (candidato independiente)       | No inscrito | 71.330  | 19,36 | 1       |
|       | Frente Nacional Popular (ΕLAM)                    | ECR         | 41.215  | 11,19 | 1       |
|       | Partido Democrático (DIKO)                        | S&D         | 35.815  | 9,72  | 1       |
|       | Movimiento por la Socialdemocracia                | S&D         | 18.681  | 5,07  | -       |
|       | Volt Chipre                                       | -           | 10.777  | 2,92  | -       |
|       | Frente Democrático                                | -           | 7.988   | 2,17  | -       |
|       | Movimiento de Ecologistas - Cooperación Ciudadana | -           | 4.742   | 1,29  | -       |
|       | Otros partidos                                    | -           | 7.428   | 2,02  | -       |
| Total | Total                                             | Total       | 368.455 |       | 6       |